# Chlamydiaceae
 (novembre 2009).
Si vous disposez d'ouvrages ou d'articles de référence ou si vous connaissez des sites web de qualité traitant du thème abordé ici, merci de compléter l'article en donnant les références utiles à sa vérifiabilité et en les liant à la section « Notes et références ».
Famille
Synonymes
- Ca. Clavichlamydiaceae Horn 2011
- Chlamydozoaceae Breed et al. 1948

Les Chlamydiaceae sont une famille de bactéries à Gram négatif à développement intracellulaire obligatoire de l'ordre des Chlamydiales. Son nom provient de Chlamydia qui est le genre type de cette famille.

## Cycle de développement
1. Cycle d'attachement et entrée du CE dans la cellule hôte
2. Différenciation de CE en CR
3. Multiplication dans une inclusion cytoplasmique
4. Différenciation du CR en CE
5. Sortie du CE par éclatement cellulaire.

Les cytokines altèrent le développement de ces eubactéries.
Certaines espèces sont pathogènes.
C. trochamatis provoque un trachome dangereux et nocif.

## Systématique et taxonomie

### Genres validement publiés
Selon LPSN (30 novembre 2022) cette famille ne comporte qu'un seul genre validement publié, Chlamydia Jones et al. 1945.

### Genres en attente de publication valide
Selon LPSN (30 novembre 2022) les genres suivants sont en attente de publication valide (Ca. signifie Candidatus) :
- « Ca. Medusoplasma » Viver et al. 2017
- « Ca. Clavichlamydia » Karlsen et al. 2008
- « Chlamydiifrater » Vorimore et al. 2021
- « Ca. Amphibiichlamydia » Martel et al. 2012